# Aldo Bruscaglioni

Aldo Bruscaglioni in una foto di classe del 1939 del Liceo Torricelli di Faenza

Aldo Bruscaglioni (Firenze, 25 maggio 1902 – 14 settembre 1978) è stato un latinista e grecista italiano.

## Biografia
Laureatosi in lettere con una tesi in letteratura italiana, insegnò la medesima materia nei ginnasi di Faenza e Sondrio, e a Firenze nei licei Michelangelo, Galileo e Dante.
Si interessò alle vicende letterarie della società fiorentina nel periodo tra le due guerre e nel secondo dopoguerra, arricchendo la propria biblioteca delle opere più significative degli scrittori dell'epoca.
Detta biblioteca privata, conosciuta come Fondo Aldo Bruscaglioni,  è oggi custodita presso il Gabinetto Vieusseux, nota istituzione culturale di Firenze.
Pubblicò presso le case editrici Barbera, Le Monnier e D'Anna, antologie di testi latini per le scuole medie, commenti ad alcuni libri dell'Eneide tra cui quello nella traduzione di Annibal Caro, manuali di storia delle letterature latina e greca e di scelte di autori greci.
Le sue opere sono caratterizzate da una conoscenza sia degli aspetti storico-letterari sia di quelli linguistici, accompagnata a senso della sintesi ed esposizione semplice ed elegante. 
Dal punto di vista della storia della lingua, evidenziò il rapporto che storicamente si istituisce tra le diverse forme dialettali e i singoli "generi" letterari. Fondamentale il concetto secondo cui la lingua dei poeti greci è una Kunstsprache, ossia linguaggio d'arte, più o meno distante dalla parlata dell'uso, e che ogni genere letterario tende a mantenere la propria veste linguistica al di là della distanza spazio-temporale, cosicché il linguaggio epico-ionico di Omero fu sempre usato da chi, in ogni parte del mondo greco e in ogni epoca anche tarda, scrisse poemi epici. 
Terminata l'attività nel 1972, morì nel 1978, donando i libri di lavoro al liceo Dante di Firenze.

## Opere
- Aldo Bruscaglioni, Letteratura latina, Firenze, Le Monnier, 1953, SBN AQ10077070.
- Aldo Bruscaglioni, Letteratura Greca, Firenze, Le Monnier, 1956, SBN RAV0314561.
- Aldo Bruscaglioni e Raffaello Bianchi, Grammatica latina : Morfologia. Sintassi, Firenze, Le Monnier, 1943, SBN CUB0138268.
- Enrico Mestica, Bellezze dell'Iliade, dell'Odissea e dell'Eneide, con note di Lea Nissim Rossi e Aldo Bruscaglioni, Firenze, G.Barbera, 1955, SBN LIA0700876.